# I Know You Want Me (Young Buck)
"I Know You Want Me" is de eerste single van Buck the World, het tweede album van Amerikaanse rapper Young Buck.
De single bevat een refrein van Jazze Pha, die het nummer ook geproduceerd heeft.